# Ентеліс Микола Якович
Мико́ла Я́кович Енте́ліс (рос. Николай Яковлевич Энтелис; 20 липня 1937, Київ) — російський поет-сатирик. Батько актриси Ксенії Ентеліс.

## Біографія
Микола Якович Ентеліс народився 20 липня 1937 року в Києві. Батько Яків Миколайович Ентеліс (двоюрідний брат музикознавця Леоніда Ентеліса) був юристом, мати — лікарем.
Під час війни перебував в евакуації в Уфі. Після війни жив у Чернівцях, оскільки будинок Ентелісів у Києві було розбомблено.
Закінчив філологічний факультет Чернівецького університету. Працював учителем.
Від 1959 року живе і працює в Москві.
Почав друкуватися в журналі «Крокодил» і в газеті «Красная звезда». Потім друкувався також у газетах «Труд», «Известия», «Правда», «Вечерняя Москва».
Член Спілки письменників Росії. Член Спілки журналістів Росії. Автор 12 книжок (за станом на липень 2002 року). Книги виходили у видавництвах «Советский писатель», «Современник», «Искусство», «Правда», «Воениздат».
Двічі лауреат премії журналу «Крокодил».
Помер 2 травня 2017 року.

## Ресурси Інтернету
- Німецька епіграма за 400 років у перекладах Миколи Ентеліса(рос.)